# Neue Leute
Neue Leute (russisch Новые люди Nowyje ljudi), auch Neue Menschen genannt, ist eine kommunitaristische und wirtschaftsliberale politische Partei in Russland, die 2020 gegründet und registriert wurde. Parteivorsitzender ist der Unternehmer Alexei Netschajew. Sie unterstützt den Präsidenten Wladimir Putin und gilt als bewusst vom Kreml initiierte Spoiler- bzw. Blockpartei, welche vor allem die jüngere und liberale Wählerschaft spalten soll.

## Inhaltliches Profil
Die Ausrichtung der Partei ist laut Programm kommunitaristisch und wirtschaftsliberal. Sie tritt für eine Verschlankung der Verwaltung, eine Reform der Sicherheitsbehörden und Steuererleichterungen ein und richtet sich vor allem an bürgerliche Wähler und Kleinunternehmer. Im Zuge des Ukrainekriegs wandte sie sich gegen ein „rastloses Denunziantentum“ und für die Abschaffung repressiver Gesetze, vermeidet jedoch offene und konkrete Aussagen gegen den Kremlkurs. Die Partei versucht sich innerhalb der roten Linien des Kreml lediglich gemäßigter zu geben, als die Verlautbarungen der Regierung.
Aufgrund von Doppelmitgliedschaften führender Mitglieder gelten die Neuen Leute vielen Experten als kremlnah, teilweise sogar als ein „synthetisches Parteiprojekt“ aus dem Umfeld der politischen Macht in Russland, um im Bürgertum oppositionell-liberalen Kräften Konkurrenz zu verschaffen. Insofern wird angezweifelt, ob die Partei eine natürlich entstandene Bewegung oder mehr ein geplantes Projekt darstellt.

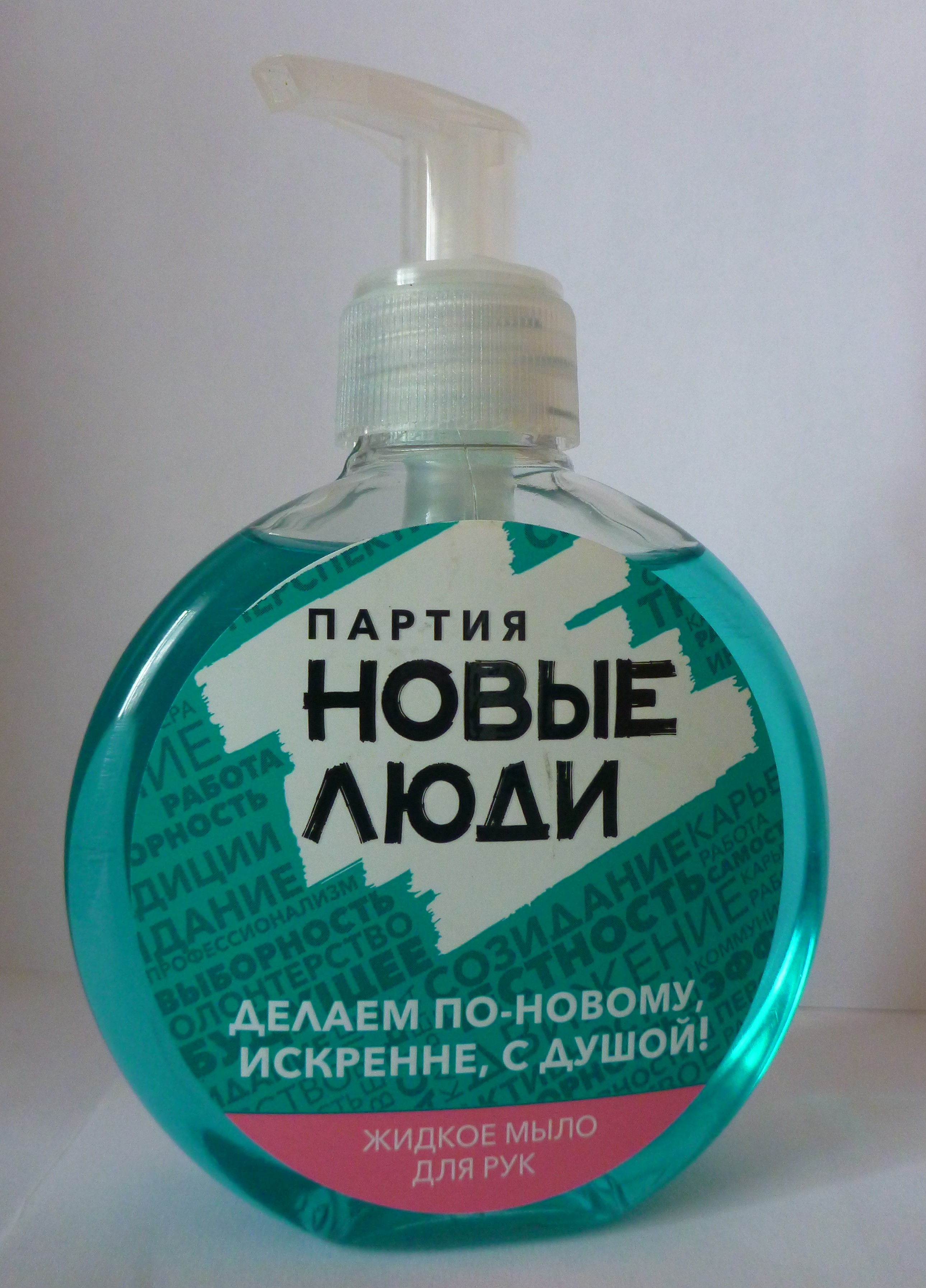
Wahlwerbung zur Dumawahl 2021

## Geschichte
Die Partei wurde vom Präsidenten des russischen Kosmetikunternehmens Faberlik, Alexei Netschajew, ins Leben gerufen, der Mitglied im Hauptquartier der Allrussischen Volksfront ist. Am 1. Juni 2020 nahm das Justizministerium die Partei in die Liste der an Wahlen teilnahmeberechtigten Verbände auf.
Am Tag der Einzelwahl, dem 13. September 2020, überwand die Partei die Wahlbarriere in allen vier Regionen, in denen sie an den Wahlen teilnahm, nämlich in Nowosibirsk (7,0 %), Kaluga (8,0 %), Rjasan (5,7 %) und Kostroma (7,5 %). Bei den Wahlen zur Stadtduma in der Stadt Tomsk erhielt die Partei 10.945 Stimmen (15,02 %). Sie erhielt das Recht, an den Wahlen zum russischen Parlament im Jahr 2021 unmittelbar teilzunehmen, ohne zuvor Unterschriften für die Zulassung zur Wahl zu sammeln.
In Woronesch, Belgorod und Rostow am Don wurde der Partei die Teilnahme an den Wahlen aufgrund der unter Verstoß gegen geltende Vorschriften gesammelten Unterschriften verweigert.
Die Partei belegte bei den Wahlen im dritten Quartal 2020 den zweiten Platz in Bezug auf die finanziellen Ausgaben und gab 179 Millionen Rubel aus, nach Einiges Russland (261 Millionen Rubel). Bei den Dumawahlen im September 2021 zog sie erstmals ins landesweite, russische Parlament ein und erreichte 5,3 % der abgegebenen Stimmen und 15 Parlamentssitze. Ende 2023 einigte sich die Partei mit der Wachstumspartei auf einen zukünftigen Zusammenschluss.
2024 beteiligte sich die Partei mit dem Kandidaten Wladislaw Dawankow an der Russischen Präsidentschaftswahl, bei der dieser nach dem amtlichen Ergebnis 3,9 % der Stimmen erhielt.